# Strażnica KOP „Kuncowszczyzna”

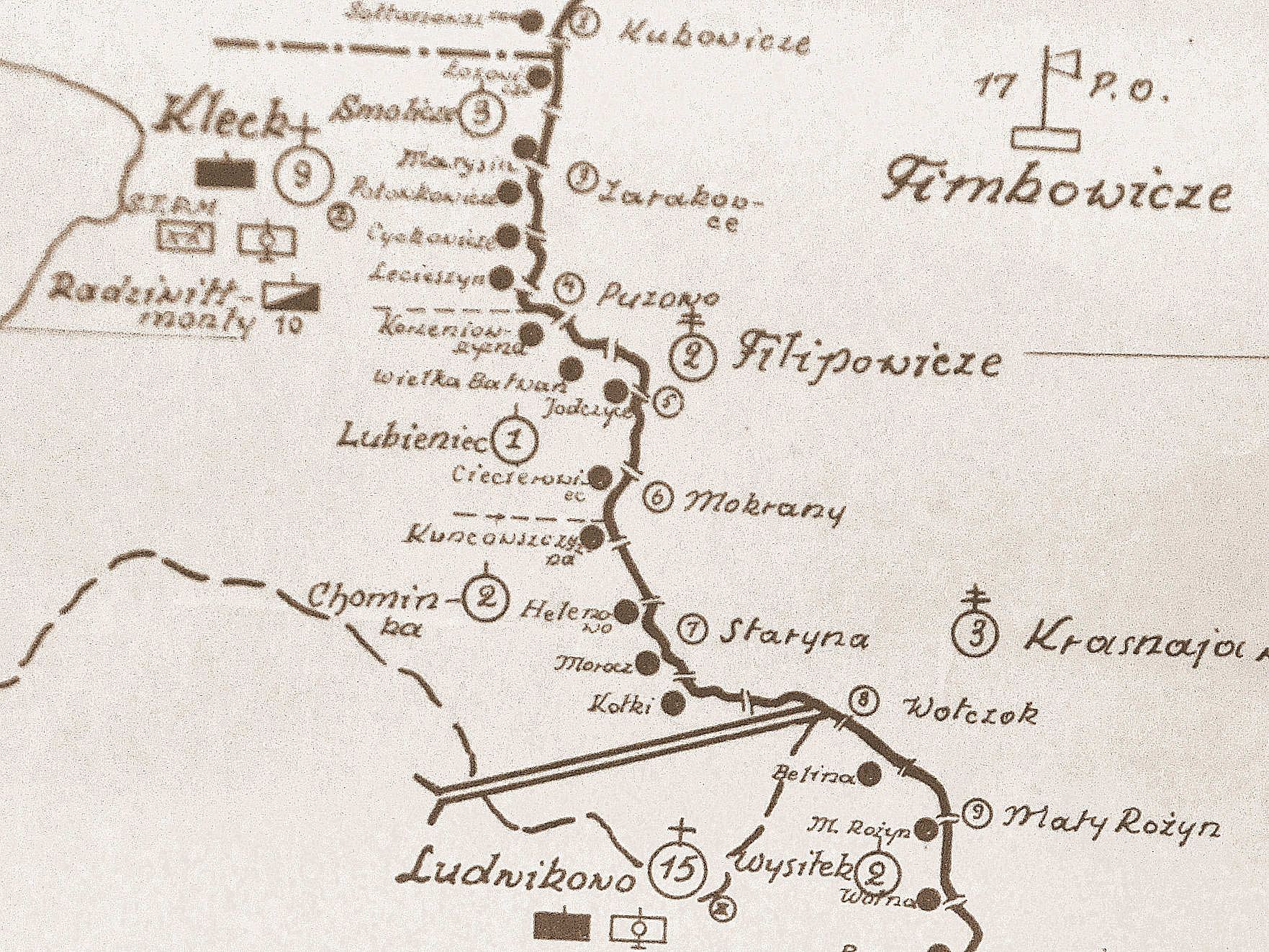
Rozmieszczenie batalionu KOP „Kleck” w 1931

Strażnica KOP „Kuncowszczyzna” – zasadnicza jednostka organizacyjna Korpusu Ochrony Pogranicza pełniąca służbę ochronną na granicy polsko-sowieckiej.

## Formowanie i zmiany organizacyjne
W 1924 w składzie 2 Brygady Ochrony Pogranicza, został sformowany 9 batalion graniczny. W 1928 w skład batalionu wchodziło 13 strażnic. 133 strażnica KOP „Kuncowszczyzna”  w latach 1928–1939 znajdowała się w strukturze 2 kompanii KOP „Chominka”  batalionu KOP „Kleck” z pułku KOP „Snów”. Strażnica liczyła około 18 żołnierzy i rozmieszczona była przy linii granicznej z zadaniem bezpośredniej ochrony granicy państwowej.
W 1932 obsada strażnicy zakwaterowana była w budynku prywatnym. Strażnicę z macierzystą kompanią łączyła droga polna długości 11 km.

## Służba graniczna
Podstawową jednostką taktyczną Korpusu Ochrony Pogranicza przeznaczoną do pełnienia służby ochronnej był batalion graniczny. Odcinek batalionu dzielił się na pododcinki kompanii, a te z kolei na pododcinki strażnic, które były „zasadniczymi jednostkami pełniącymi służbę ochronną”, w sile półplutonu. Służba ochronna pełniona była systemem zmiennym, polegającym na stałym patrolowaniu strefy nadgranicznej, wystawianiu posterunków alarmowych, obserwacyjnych i kontrolnych stałych, patrolowaniu i organizowaniu zasadzek w miejscach rozpoznanych jako niebezpieczne, kontrolowaniu dokumentów i zatrzymywaniu osób podejrzanych, a także utrzymywaniu ścisłej łączności między oddziałami i władzami administracyjnymi. Strażnice KOP stanowiły pierwszy rzut ugrupowania kordonowego Korpusu Ochrony Pogranicza.
Strażnica KOP „Kuncowszczyzna” w 1932 ochraniała pododcinek granicy państwowej szerokości 6 kilometrów 681 metrów od słupa granicznego nr 927 do 936, a w 1938 pododcinek szerokości 6 kilometrów 681 metrów od słupa granicznego nr 926 do 936.
Sąsiednie strażnice:
- 84 strażnica KOP „Ciecierowiec” ⇔ 133 strażnica KOP „Helenowo” – 1928[3], 1929[4], 1931[5] , 1932[6], 1934[7], 1938[8]